# Dolenje Radulje
Dolenje Radulje este o localitate din comuna Škocjan, Slovenia, cu o populație de 79 de locuitori.